# Церковна
Церко́вна (укр. Церковна) — село в Витвицкой сельской общине Калушского района Ивано-Франковской области Украины.
Население по переписи 2001 года составляло 1029 человек. Занимает площадь 15,88 км². Почтовый индекс — 77532. Телефонный код — 3477.